# Condalia thomasiana
Condalia thomasiana là một loài thực vật có hoa trong họ Táo. Loài này được Fern.Alonso mô tả khoa học đầu tiên năm 1997.